# Pyrgocythara melita
Pyrgocythara melita é uma espécie de gastrópode do gênero Pyrgocythara, pertencente a família Mangeliidae.